# Gorno Pesjtene
Gorno Pesjtene (bulgariska: Горно Пещене) är ett distrikt i Bulgarien.   Det ligger i kommunen Obsjtina Vratsa och regionen Vratsa, i den nordvästra delen av landet, 70 km norr om huvudstaden Sofia.
Trakten runt Gorno Pesjtene består till största delen av jordbruksmark. Runt Gorno Pesjtene är det ganska glesbefolkat, med 47 invånare per kvadratkilometer.